# Einstein (famiglia)
La famiglia Einstein è la famiglia del famoso fisico Albert Einstein (1879-1955). Il bis-bis-bis-bisnonno di Einstein, Jakob Weil, è il suo parente più anziano conosciuto, nato alla fine del XVII secolo, e la famiglia Einstein continua ancora oggi. Il trisnonno di Albert Einstein, Löb Moses Sontheimer (1745–1831), era anche il nonno del famoso tenore Heinrich Sontheim (1820–1912) di Stoccarda.
I tre figli di Albert Einstein (Lieserl, Hans Albert ed Eduard) nacquero dalla sua relazione con la sua prima moglie, Mileva Marić. In particolare sua figlia Lieserl nacque un anno prima del matrimonio con Mileva.
La seconda moglie di Albert Einstein fu Elsa Einstein, la cui madre Fanny Koch era la sorella della madre di Albert, e il cui padre, Rudolf Einstein, era figlio di Raphael Einstein, fratello del nonno paterno di Albert. Albert ed Elsa erano, dunque, cugini di primo grado tramite le loro madri e cugini di secondo grado tramite i loro padri.

## Etimologia
Einstein è un cognome tedesco e deriva dal nome di località alsaziano Einstein (oggi Mannelstein), verosimilmente dal verbo einsteinen "racchiudere, circondare di pietra" o da un adattamento ebraico (aschenazita) del nome tedesco, oppure come nome ornamentale che usa la desinenza -stein "pietra".

## Pauline Koch (madre di Albert)
Pauline Einstein (nata Koch) (8 febbraio 1858 – 20 febbraio 1920) era la madre di Albert Einstein . Nacque a Cannstatt, Regno di Württemberg. Era ebrea e aveva una sorella maggiore, Fanny, e due fratelli maggiori, Jacob e Caesar. I suoi genitori erano Julius Doerzbacher, che aveva adottato il cognome Koch nel 1842, e Jette Bernheimer. Si sposarono nel 1847. Il padre di Pauline era di Jebenhausen, ora parte della città di Göppingen, e crebbe in condizioni economiche modeste. In seguito visse a Cannstatt e insieme al fratello Heinrich fece una notevole fortuna nel commercio del grano. La loro madre era di Cannstatt ed era una persona tranquilla e premurosa.

### Primi anni di vita
A 18 anni, Pauline sposò il mercante Hermann Einstein che viveva a Ulm. Si sposarono a Cannstatt l'8 agosto 1876. Dopo il matrimonio, la giovane coppia visse a Ulm, dove Hermann diventò socio in un'azienda di materassi. Il loro figlio, Albert, nacque il 14 marzo 1879. Su iniziativa del fratello di Hermann, Jakob, la famiglia Einstein si trasferì a Monaco nell'estate del 1880, dove i due fratelli fondarono insieme una società di ingegneria elettrica chiamata Einstein & Cie. La secondogenita di Hermann e Pauline, la loro figlia Maria (chiamata Maja), nacque a Monaco di Baviera il 18 novembre 1881. Pauline Einstein era una donna istruita e tranquilla che aveva una particolare inclinazione per le arti. Era una pianista di talento. Iniziò ad impartire lezioni di violino al figlio Albert all'età di cinque anni.

### Problemi di lavoro
La fabbrica di Hermann e Jakob fu trasferita a Pavia, Italia nel 1894. Hermann, Maria e Pauline si trasferirono così a Milano nello stesso anno e un anno dopo a Pavia. Albert rimase con i parenti a Monaco di Baviera per continuare gli studi lì. Sfortunatamente, l'attività del padre di Einstein non ebbe successo e i fratelli dovettero abbandonare la loro fabbrica nel 1896. Sebbene Hermann avesse perso la maggior parte dei suoi soldi, fondò (senza suo fratello) un'altra società di ingegneria elettrica a Milano. Questa volta gli affari andarono meglio. Tuttavia, la salute di Hermann si deteriorò e morì di insufficienza cardiaca a Milano il 10 ottobre 1902.

### Dopo Hermann
Nel 1903, Pauline andò a vivere con sua sorella Fanny e suo marito Rudolf Einstein, cugino di primo grado di Hermann, a Hechingen, nel Württemberg. La figlia di Fanny era Elsa, che sarebbe diventata la seconda moglie di Albert nel 1919. Nel 1910, Pauline si trasferì con sua sorella, Fanny e la sua famiglia a Berlino. Assunse un lavoro come domestica a Heilbronn, Regno di Württemberg nel 1911. Visse con suo fratello Jacob Koch a Zurigo e dal 1915 di nuovo a Heilbronn.

### Morte
Durante la prima guerra mondiale, Pauline si ammalò di cancro. Nel 1918, quando andò a far visita a sua figlia, Maya, e suo genero, Paul Winteler, a Lucerna, Pauline fu portata al sanatorio di Rosenau, a causa della sua malattia. Alla fine del 1919, Albert portò sua madre malata terminale fuori dal sanatorio di Lucerna e la portò a Haberlandstrasse 5, Berlino, per stare con lei e la sua seconda moglie, Elsa, dove in seguito morì.

## Hermann Einstein (padre di Albert)
Hermann Einstein (30 agosto 1847 – 10 ottobre 1902) era il padre del fisico Albert Einstein. Era ebreo ashkenazita.

### Primi anni di vita

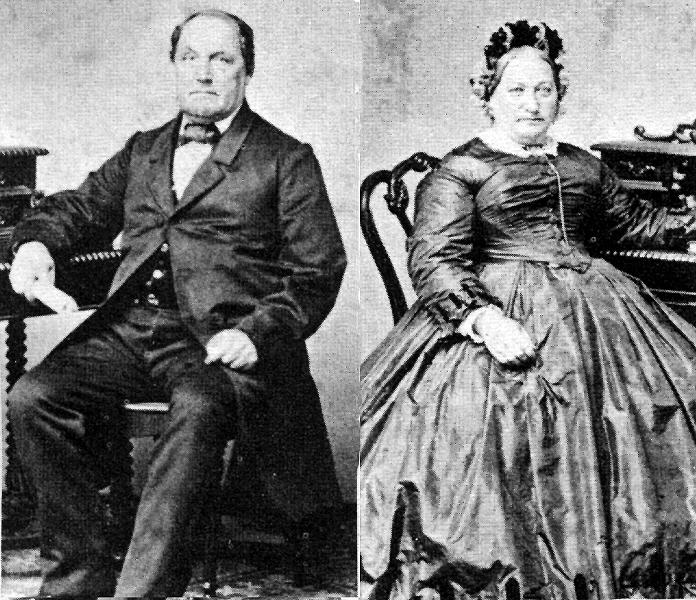
Abraham e Helene Einstein

Hermann Einstein (noto anche come Hermann Moos) nacque a Buchau, nel Regno del Württemberg, da Abraham Einstein e Helene Moos (3 luglio 1814 – 20 agosto 1887).
Aveva sei fratelli:
- Raphael (3 dicembre 1839 – 15 gennaio 1842); maschio
- Jette (13 gennaio 1844 – 7 gennaio 1905); femmina
- Heinrich (12 ottobre 1845 – 16 novembre 1877); maschio
- August Ignaz (23 dicembre 1849 – 14 aprile 1911); maschio
- Jakob (25 novembre 1850 – 1912); maschio
- Friederike "Rika" (15 marzo 1855 – 17 giugno 1938); femmina

All'età di 14 anni, Hermann frequentò la scuola secondaria nella capitale regionale di Stoccarda avendo buon successo accademico. Aveva un forte interesse per la matematica e avrebbe voluto continuare a studiare in questo o in un settore affine, ma poiché la situazione finanziaria della famiglia gli impediva ulteriori studi, decise di diventare un commerciante e iniziò un apprendistato a Stoccarda.

### Matrimonio con Pauline
Hermann sposò la diciottenne Pauline Koch a Cannstatt, nel Regno di Württemberg, l'8 agosto 1876. Dopo il loro matrimonio, la giovane coppia visse a Ulm, dove Hermann divenne socio nel negozio di materassi dei suoi cugini, Moses e Hermann Levi. A Ulm, il 14 marzo 1879 nacque il loro figlio maggiore Albert. Su iniziativa del fratello di Hermann, Jakob, la famiglia si trasferì a Monaco nell'estate del 1880. Lì, i due fratelli fondarono la società di ingegneria elettrica Einstein & Cie, con Hermann come commerciante e Jakob come tecnico. La secondogenita di Hermann e Pauline, la loro figlia Maria (chiamata Maja), nacque a Monaco di Baviera il 18 novembre 1881.

### Lavoro
L'azienda elettrica degli Einstein produceva dinamo e contatori elettrici basati sulla corrente continua . Furono, tra l'altro, fondamentali per portare l'elettricità a Monaco. Nel 1885 vinsero il contratto che forniva le luci in corrente continua per illuminare l'Oktoberfest per la prima volta.
Nel 1893 i fratelli Einstein persero a Schukert un'offerta su un contratto per l'elettrificazione di Monaco; La piccola azienda di Hermann e Jakob non aveva il capitale per convertire le proprie apparecchiature dallo standard a corrente continua (CC) al più efficiente standard a corrente alternata (CA) utilizzato da Schukert. Le loro fortune presero una piega verso il basso da lì in poi. Furono infatti costretti a vendere la loro fabbrica di Monaco e, in cerca di affari, i due fratelli trasferirono la loro azienda a Pavia, in Italia, nel 1894. Nello stesso anno Hermann, Pauline e Maja si trasferirono a Milano e un anno dopo a Pavia . Albert rimase con i parenti a Monaco di Baviera per continuare gli studi lì.
A causa della scarsa attività, Hermann e Jakob dovettero abbandonare la loro fabbrica nel 1896. Sebbene Hermann avesse perso la maggior parte dei soldi, fondò un'altra società di ingegneria elettrica a Milano, questa volta senza il fratello. Fu sostenuto finanziariamente dal suo parente Rudolf Einstein in questa impresa. Sebbene questa volta gli affari andassero meglio, Hermann era preoccupato dalle "preoccupazioni dovute al denaro molesto".

### Morte
Hermann Einstein morì di insufficienza cardiaca a Milano nel 1902. La sua tomba si trova ancora oggi nel Civico Mausoleo Palanti all'interno del Cimitero Monumentale di Milano.

## Maria "Maja" Einstein (sorella minore di Albert)
Maria "Maja" Einstein (18 novembre 1881 - 25 giugno 1951) e suo fratello maggiore, Albert, erano i due figli di Hermann Einstein e Pauline Einstein (nata Koch), che si erano trasferiti da Ulm a Monaco di Baviera nel giugno 1881, quando Albert era ancora figlio unico. Lì Hermann e suo fratello Jakob avevano fondato la Einstein & Cie., una società di ingegneria elettrica.

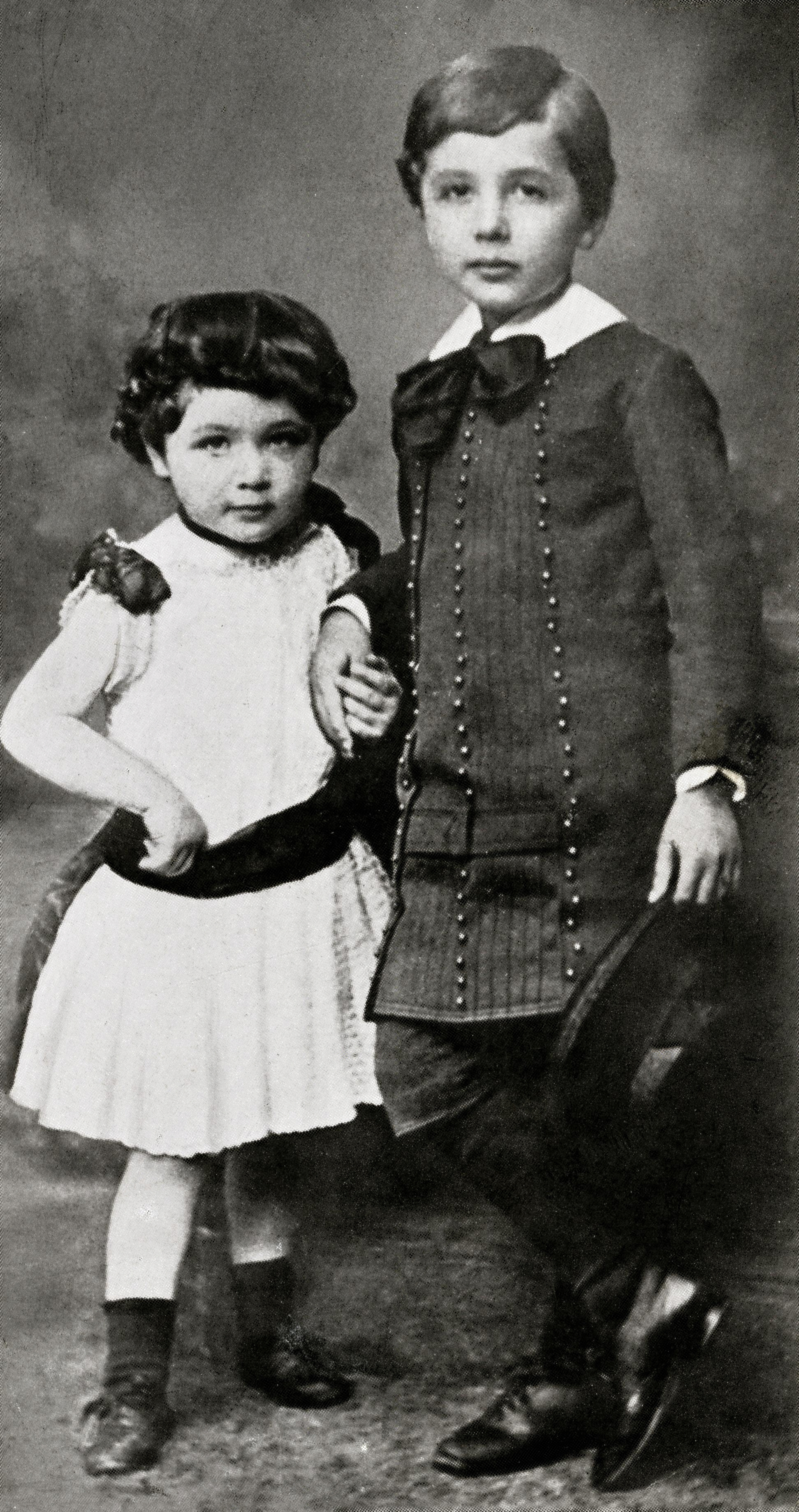
Maja e Albert, c. 1886

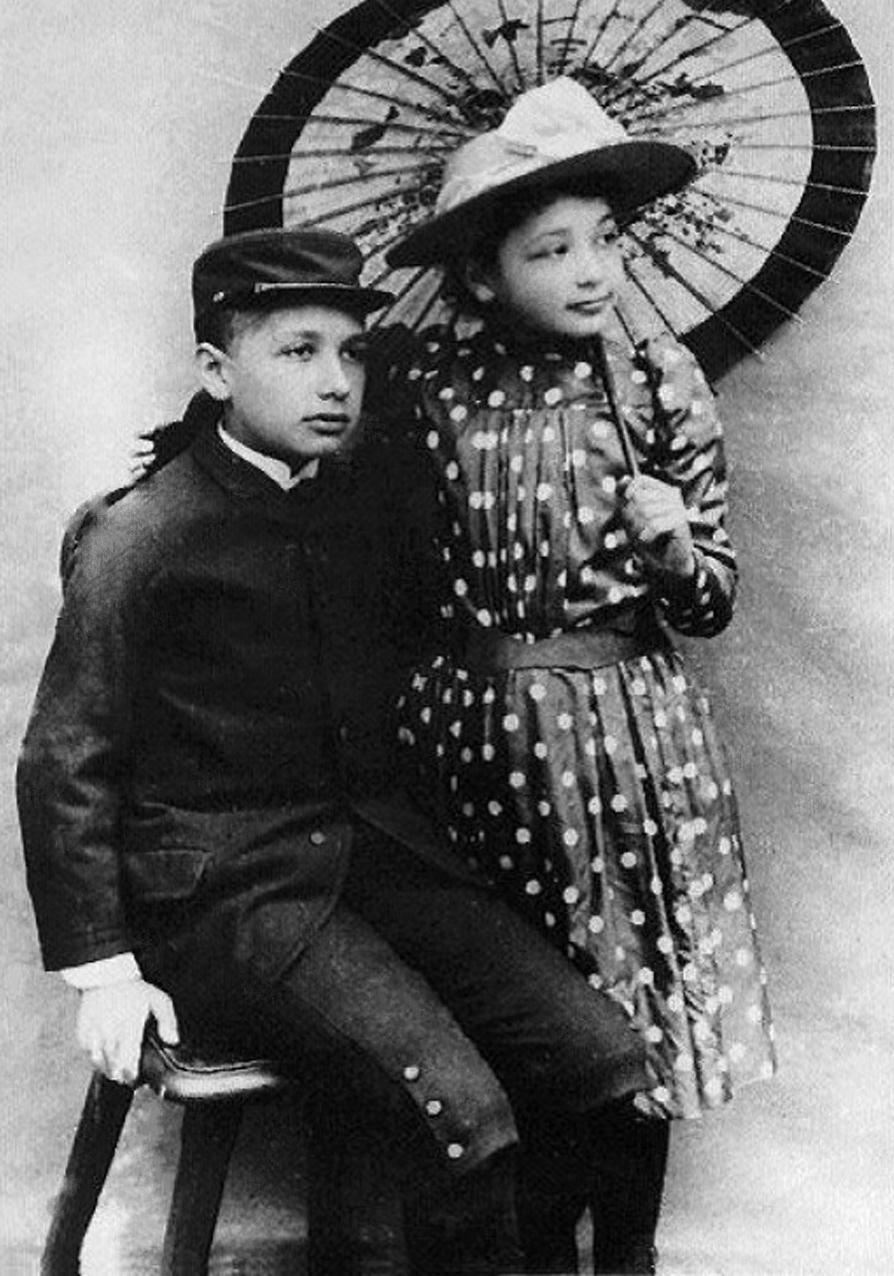
Maja e Albert, c. 1893

Maja nacque il 18 novembre 1881 a Monaco di Baviera. Maja e Albert andarono molto d'accordo per tutta la vita.  Fu l'unica amica di Albert durante la sua infanzia.
Frequentò la scuola elementare a Monaco di Baviera dal 1887 al 1894. Si trasferì poi con i genitori a Milano, dove frequentò la German International School, mentre Albert rimase con i parenti a Monaco per completare gli studi. Dal 1899 al 1902 frequentò un laboratorio per insegnanti ad Aarau . Dopo aver superato gli esami finali, studiò lingue e letterature romanze a Berlino, Berna e Parigi. Nel 1909 si laureò all'Università di Berna; la sua tesi era intitolata "Contributo alla tradizione dello Chevalier au Cygne e dell'Enfances Godefroi".
L'anno successivo alla laurea, Maya sposò Paul Winteler. La giovane coppia si trasferì a Lucerna nel 1911, dove il marito di Maja aveva trovato lavoro. Nel 1922 si trasferirono a Colonnata vicino a Firenze in Italia.  Non avrebbero mai avuto figli.
Dopo che Benito Mussolini introdusse le leggi antisemite in Italia, Albert invitò Maja ad emigrare negli Stati Uniti nel 1939 e vivere nella sua residenza in Mercer Street, Princeton, New Jersey. A suo marito venne negato l'ingresso negli Stati Uniti per motivi di salute. Maja trascorse alcuni anni piacevoli con Albert, fino a quando nel 1946 ebbe un ictus e rimase costretta a letto.  In seguito sviluppò l'arteriosclerosi progressiva e morì a Princeton il 25 giugno 1951 quattro anni prima di suo fratello.

## Lieserl Einstein (figlia di Albert)
Lieserl Einstein (nata il 27 gennaio 1902; morta nel settembre 1903) è stata la prima figlia di Mileva Marić e Albert Einstein.
Secondo la corrispondenza tra i suoi genitori, Lieserl nacque il 27 gennaio 1902, un anno prima che i suoi genitori si sposassero, a Novi Sad, Vojvodina, l'odierna Serbia, e fu accudita dalla madre per un breve periodo mentre Einstein lavorava in Svizzera. prima che Marić lo raggiungesse lì senza la bambina.
L'esistenza di Lieserl è stata sconosciuta ai biografi fino al 1986, quando una serie di lettere tra Albert e Mileva Marić fu scoperta dalla figlia di Hans Albert Einstein, Evelyn.
Marić aveva sperato nella nascita di una femmina, mentre Einstein avrebbe preferito un maschio. Nelle loro lettere, chiamavano il nascituro "Lieserl", quando si riferiva a una ragazza, o "Hanserl", se un ragazzo. Sia "Lieserl" che "Hanserl" erano diminutivi dei comuni nomi tedeschi Liese (abbreviazione di Elizabeth) e Hans.
Il primo riferimento alla gravidanza di Marić fu trovato in una lettera che Albert Einstein le scrisse da Winterthur, probabilmente il 28 maggio 1901 (lettera 36), chiedendo due volte notizie del "ragazzo" e del "nostro figlioletto", mentre il primo riferimento della Marić fu trovato nella sua lettera del 13 novembre 1901 (lettera 43) da Stein am Rhein, in cui si riferiva al nascituro come "Lieserl". Einstein asseconda il desiderio di Marić di avere una figlia, e si riferiva anche al nascituro chiamandolo "Lieserl", ma con senso dell'umorismo come nella lettera 45 del 12 dicembre 1901 "... e sii felice del nostro Lieserl, che io segretamente (così Dollie non se ne accorge) preferisce immaginare un Hanserl."
La bambina doveva essere nata poco prima del 4 febbraio 1902, quando Einstein scrisse: "... ora vedi che è davvero una Lieserl, proprio come avresti voluto. È sana e piange bene? [...] La amo così tanto e ancora non la conosco nemmeno!".
L'ultima volta che "Lieserl" è stata menzionata nella loro corrispondenza esistente è stata nella lettera di Einstein del 19 settembre 1903 (lettera 54), in cui ha mostrato preoccupazione per il fatto che avesse la scarlattina. La sua domanda "Come è registrata la bambina?" aggiungendo "Dobbiamo prendere precauzioni affinché i problemi non si presentino per lei in seguito" può indicare l'intenzione di dare la bambina in adozione.
Poiché non si conosce né il nome completo né il destino della bambina, nel corso degli anni sono state avanzate diverse ipotesi sulla sua vita e morte:
- Michele Zackheim, nel suo libro su "Lieserl", la figlia di Einstein, afferma che "Lieserl" era disabile dello sviluppo e che viveva con la famiglia di sua madre e probabilmente morì di scarlattina nel settembre 1903.[24]
- Un'altra possibilità, favorita da Robert Schulmann dell'Einstein Papers Project, è che "Lieserl" sia stata adottata dall'amica intima di Marić, Helene Savić, e sia stata cresciuta da lei e abbia vissuto sotto il nome di "Zorka Savić" fino agli anni '90. Savić ha infatti allevato una bambina di nome Zorka, che era cieca dall'infanzia ed è morta negli anni '90. Prima della sua morte nel 2012, suo nipote Milan N. Popović, dopo approfondite ricerche sulla relazione tra Einstein e Marić, ha respinto la possibilità che fosse "Lieserl", e ha anche favorito l'ipotesi che la bambina sia morta nel settembre 1903.[25]

## Hans Albert Einstein (primo figlio di Albert)
Hans Albert Einstein (Berna, 14 maggio 1904 - Woods Hole, 20 luglio 1973) è stato il primo figlio maschio di Albert Einstein e di Mileva Marić, è stato un importante studioso di ingegneria idraulica e docente della materia al Caltech e all'Università della California - Berkeley, ha dato importanti contributi nel campo del trasporto solido da parte di correnti fluviali, in una duratura collaborazione con il Dipartimento dell'Agricoltura degli Stati Uniti d'America.
Laureatosi in ingegneria civile nel 1926 presso il Politecnico federale di Zurigo, nel 1927 si sposa con Frieda Knecht, da cui avrà tre figli, David (n. 1939), morto a un mese dalla nascita, Klaus, che morirà di difterite a soli 6 anni, e Bernhard Caesar (1930-2008), l'unico a sopravvivere all'infanzia, che diventerà ingegnere. Nel 1938 si trasferisce dalla Svizzera agli Stati Uniti (Carolina del Nord), dove, nel 1942, adotta una bambina, Evelyn (1941–2011), che, negli ultimi anni di vita, asserirà di essere in realtà una figlia illegittima di Albert Einstein e di una ballerina.
Rimasto vedovo nel 1958, si risposa con la neurologa Elizabeth Roboz nel giugno del 1959, con la quale vive i suoi ultimi anni di vita.

## Eduard "Tete" Einstein (secondo figlio di Albert)
Eduard Einstein (28 luglio 1910 – 25 ottobre 1965) nacque a Zurigo, in Svizzera, e fu il secondo figlio del fisico Albert Einstein dalla prima moglie Mileva Marić. Albert Einstein e la sua famiglia si trasferirono a Berlino nel 1914. Poco dopo i genitori si separarono e Marić tornò a Zurigo, portando con sé Eduard e suo fratello maggiore Hans Albert. Suo padre Albert si risposò nel 1919 e negli anni '30 emigrò negli Stati Uniti sotto la minaccia del regime nazista tedesco.

### Vita
Eduard era un bravo studente e aveva talento musicale. Dopo il ginnasio, iniziò a studiare medicina per diventare psichiatra, ma all'età di ventun anni gli fu diagnosticata la schizofrenia. Fu istituzionalizzato per la prima volta due anni dopo, cosa che avvenne diverse volte. I biografi di suo padre hanno ipotizzato che i farmaci e le "cure" del tempo danneggiassero piuttosto che aiutare il giovane Einstein. Suo fratello Hans Albert Einstein credeva che la sua memoria e le sue capacità cognitive fossero state profondamente influenzate dai trattamenti di terapia elettroconvulsivante che Eduard aveva ricevuto durante il suo ricovero.
Dopo un crollo, Eduard disse a suo padre che lo odiava. Albert Einstein emigrò negli Stati Uniti dalla Germania nel 1933 dopo l'ascesa del governo nazista e non vide mai più suo figlio. Il padre e il figlio, che il padre chiamava affettuosamente "Tete" (per petit), corrispondevano regolarmente prima e dopo che Eduard si ammalò. La loro corrispondenza continuò dopo l'immigrazione del padre negli Stati Uniti.
Eduard rimase interessato alla musica e all'arte, scrisse poesie, ed era un appassionato di Sigmund Freud. Aveva appeso una foto di Freud alla parete della sua camera da letto.
Sua madre Mileva si prese cura di lui fino alla sua morte, avvenuta nel 1948. Da allora Eduard visse la maggior parte del tempo presso la clinica psichiatrica Burghölzli di Zurigo, dove morì nel 1965 di ictus all'età di 55 anni. È sepolto nel cimitero di Hönggerberg a Zurigo.

## Abraham Einstein (nonno di Albert)
Abraham Einstein (8 aprile 1808 – 21 novembre 1868), figlio di Ruppert Einstein e Rebekha Overnauer, fu il padre di Hermann Einstein e nonno di Albert Einstein. Abraham sposò Helene Moos, anche lei ebrea tedesca, nell'aprile 1839 a Bad Buchau . Insieme, hanno avuto diversi figli:
- Raphael (3 dicembre 1839 - 15 gennaio 1842), maschio
- Jette (13 gennaio 1844 – 7 gennaio 1905), femmina
- Heinrich (12 ottobre 1845 – 16 novembre 1877), maschio
- Hermann (30 agosto 1847 – 10 ottobre 1902), maschio
- August Ignaz (23 dicembre 1849 – 14 aprile 1911), maschio
- Jacob (25 novembre 1850-1912), maschio
- Friederikeh "Rikah" (15 marzo 1855-17 giugno 1938), femmina